# Thomas Ulrich
Thomas Ulrich (n. 11 iulie 1975, Berlin, RDG) este un boxer german, medaliat olimpic. A participat la o ediție a Jocurilor Olimpice (1996) în care a câștigat o medalie de bronz.

## Participări
Lista de mai jos prezintă principalele competiții la care a participat Thomas Ulrich de-a lungul carierei.
- boxing at the 1996 Summer Olympics – light heavyweight[*]